# Volta a Portugal
Il Giro del Portogallo (pt. Volta a Portugal) è una corsa a tappe maschile di ciclismo su strada che si svolge in Portogallo ogni anno, solitamente nel mese di agosto. Fa parte dell'UCI Europe Tour classe 2.1.

## Storia
La gara si svolse per la prima volta nel 1927, con la vittoria di Augusto Carvalho, mentre per la seconda edizione si dovette aspettare il 1931, la corsa non si disputò nemmeno nel biennio 1936-1937, così come non venne disputata dal 1942 al 1945, ma di qui in avanti il Giro ebbe una cadenza annuale ininterrotta.

## Albo d'oro
Aggiornato all'edizione 2025.
| Annoaz  | Vincitore                    | Secondo                      | Terzo                    |
| ------- | ---------------------------- | ---------------------------- | ------------------------ |
| 1927    | Augusto Carvalho             | Manuel Nunes Abreu           | Quirino Oliveira         |
| 1928-30 | non disputato                | non disputato                | non disputato            |
| 1931    | José Maria Nicolau           | Alfredo Trindade             | João Francisco           |
| 1932    | Alfredo Trindade             | José Maria Nicolau           | Carlos Domingos Leal     |
| 1933    | Alfredo Trindade             | Ezequiel Lino                | Luis Cesar               |
| 1934    | José Maria Nicolau           | Ezequiel Lino                | Aguiar Cunha             |
| 1935    | César Luís                   | José Marques                 | Filipe Melo              |
| 1936-37 | non disputato                | non disputato                | non disputato            |
| 1938    | José Albuquerque             | Filipe Melo                  | José Fernandes           |
| 1939    | Joaquim Fernandes            | António Bartolomeu           | Aguiar Martins           |
| 1940    | José Albuquerque             | Aguiar Martins               | Amaro Aguiar Cunha       |
| 1941    | Francisco Inácio             | José Martins                 | Aniceto Bruno            |
| 1942-45 | non disputato                | non disputato                | non disputato            |
| 1946    | José Martins                 | Fernando Moreira             | João Rebelo              |
| 1947    | José Martins                 | João Rebelo                  | Império dos Santos       |
| 1948    | Fernando Moreira             | Emilio Rodríguez             | João Rebelo              |
| 1949    | António Dias dos Santos      | Attilio Lambertini           | Joaquim Sá               |
| 1950    | António Dias dos Santos      | Mario Fazio                  | Moreira de Sá            |
| 1951    | Alves Barbosa                | Manolo Rodríguez             | Emilio Rodríguez         |
| 1952    | Moreira de Sá                | Emilio Rodríguez             | Manolo Rodríguez         |
| 1953-54 | non disputato                | non disputato                | non disputato            |
| 1955    | José Manuel Ribeiro da Silva | Sousa Santos                 | Alves Barbosa            |
| 1956    | Alves Barbosa                | José Manuel Ribeiro da Silva | João Marcelino           |
| 1957    | José Manuel Ribeiro da Silva | Sousa Santos                 | Agostinho Ferreira       |
| 1958    | Alves Barbosa                | José Carlos Sousa Cardoso    | Carlos Carvalho          |
| 1959    | Carlos Carvalho              | Jorge Corvo                  | Aquiles dos Santos       |
| 1960    | José Carlos Sousa Cardoso    | Antonino Baptista            | Antonio Gómez del Moral  |
| 1961    | Mário Silva                  | Augusto Marcaletti           | Alberto Carvalho         |
| 1962    | José Pacheco                 | João Peixoto Alves           | Jorge Corvo              |
| 1963    | João Roque                   | Jorge Corvo                  | João Peixoto Alves       |
| 1964    | Joaquim Leão                 | Jorge Corvo                  | João Roque               |
| 1965    | João Peixoto Alves           | João Roque                   | Mário Silva              |
| 1966    | Francisco Valada             | João Peixoto Alves           | Sergio Pascoa            |
| 1967    | Antoon Houbrechts            | João Roque                   | Manuel Correia           |
| 1968    | Américo Silva                | Joaquim Agostinho            | Leonel Miranda           |
| 1969    | Joaquim Andrade              | Fernando Mendes              | Mario Silva              |
| 1970    | Joaquim Agostinho            | Firmino Bernardino           | José Florêncio           |
| 1971    | Joaquim Agostinho            | Alain Santy                  | Firmino Bernardino       |
| 1972    | Joaquim Agostinho            | José Martins Freitas         | José Luis Galdamez       |
| 1973    | Jesús Manzaneque             | Fernando Mendes              | José Martins Freitas     |
| 1974    | Fernando Mendes              | Dinis Silva                  | António Martins          |
| 1976    | Firmino Bernardino           | António Fernandes            | Floriano Mendes          |
| 1977    | Adelino Teixeira             | Joaquim Sousa Santos         | Joaquim Andrade          |
| 1978    | Belmiro Silva                | Armindo Lucio                | Adelino Teixeira         |
| 1979    | Joaquim Sousa Santos         | Belmiro Silva                | Fernando Fernandes       |
| 1980    | Francisco Miranda            | Luisd Vargues                | Belmiro Silva            |
| 1981    | Manuel Zeferino              | Venceslau Fernandes          | Fernando Fernandes       |
| 1982    | Marco Chagas                 | Adelino Teixeira             | Manuel Zeferino          |
| 1983    | Marco Chagas                 | António Pinto                | Belmiro Silva            |
| 1984    | Venceslau Fernandes          | Manuel Zeferino              | Manuel Cunha             |
| 1985    | Marco Chagas                 | Eduardo Correia              | Venceslau Fernandes      |
| 1986    | Marco Chagas                 | Benedicto Ferreira           | António Pinto            |
| 1987    | Manuel Cunha                 | Manuel Neves                 | Fernando Fernandes       |
| 1988    | Cayn Theakston               | Jorge Silva                  | Joaquim Gomes            |
| 1989    | Joaquim Gomes                | Cássio Freitas               | Antonio Alves            |
| 1990    | Fernando Carvalho            | Joaquim Gomes                | Jorge Silva              |
| 1991    | Jorge Silva                  | Orlando Rodrigues            | Vicente Ridaura          |
| 1992    | Cássio Freitas               | Quintino Rodrigues           | Manuel Abreu             |
| 1993    | Joaquim Gomes                | Vítor Gamito                 | Luis Espinosa            |
| 1994    | Orlando Rodrigues            | Vítor Gamito                 | Joaquim Gomes            |
| 1995    | Orlando Rodrigues            | Quinito Rodrigues            | Delmino Pereira          |
| 1996    | Massimiliano Lelli           | Vítor Gamito                 | Manuel Abreu             |
| 1997    | Zenon Jaskuła                | Wladimir Belli               | Joaquim Gomes            |
| 1998    | Marco Serpellini             | Orlando Rodrigues            | Wladimir Belli           |
| 1999    | David Plaza                  | Vítor Gamito                 | Melchor Mauri            |
| 2000    | Vítor Gamito                 | Claus Michael Møller         | Andrej Zinčenko          |
| 2001    | Fabian Jeker                 | Andrej Zinčenko              | Juan Miguel Mercado      |
| 2002    | Claus Michael Møller         | Joan Horrach                 | Rui Sousa                |
| 2003    | Nuno Ribeiro                 | Claus Michael Møller         | Rui Lavarinhas           |
| 2004    | David Bernabéu               | David Arroyo                 | Nuno Ribeiro             |
| 2005    | Vladimir Efimkin             | Cândido Barbosa              | Adolfo García Quesada    |
| 2006    | David Blanco                 | Héctor Guerra                | Cândido Barbosa          |
| 2007    | Xavier Tondó                 | Cândido Barbosa              | Héctor Guerra            |
| 2008    | David Blanco                 | Hector Guerra                | Rubén Plaza              |
| 2009    | David Blanco                 | David Bernabéu               | Rubén Plaza              |
| 2010    | David Blanco                 | David Bernabéu               | Sergio Pardilla          |
| 2011    | Ricardo Mestre               | André Cardoso                | Rui Sousa                |
| 2012    | David Blanco                 | Hugo Sabido                  | Rui Sousa                |
| 2013    | Alejandro Marque             | Gustavo César Veloso         | Rui Sousa                |
| 2014    | Gustavo César Veloso         | Rui Sousa                    | Délio Fernandez          |
| 2015    | Gustavo César Veloso         | Joni Brandão                 | Alejandro Marque         |
| 2016    | Rui Vinhas                   | Gustavo César Veloso         | Daniel Silva             |
| 2017    | Raúl Alarcón                 | Amaro Antunes                | Vicente García de Mateos |
| 2018    | Raúl Alarcón                 | Joni Brandão                 | Vicente García de Mateos |
| 2019    | João Rodrigues               | Joni Brandão                 | Gustavo César Veloso     |
| 2020    | Amaro Antunes                | Gustavo César Veloso         | Frederico Figueiredo     |
| 2021    | Amaro Antunes                | Mauricio Moreira             | Alejandro Marque         |
| 2022    | Mauricio Moreira             | Frederico Figueiredo         | António Carvalho         |
| 2023    | Colin Stüssi                 | Txomin Juaristi              | António Carvalho         |
| 2024    | Artëm Nyč                    | Colin Stüssi                 | Abner González           |
| 2025    | Artëm Nyč                    | Alexis Guerin                | Byron Munton             |

## Vittorie per nazione
| Pos. | Nazione                                        | Vittorie |
| ---- | ---------------------------------------------- | -------- |
| 1    | Portogallo                                     | 59       |
| 2    | Spagna                                         | 13       |
| 3    | Russia                                         | 3        |
| 4    | Italia Svizzera                                | 2        |
| 6    | Belgio Brasile Danimarca Gran Bretagna Polonia | 1        |